# Anschluss

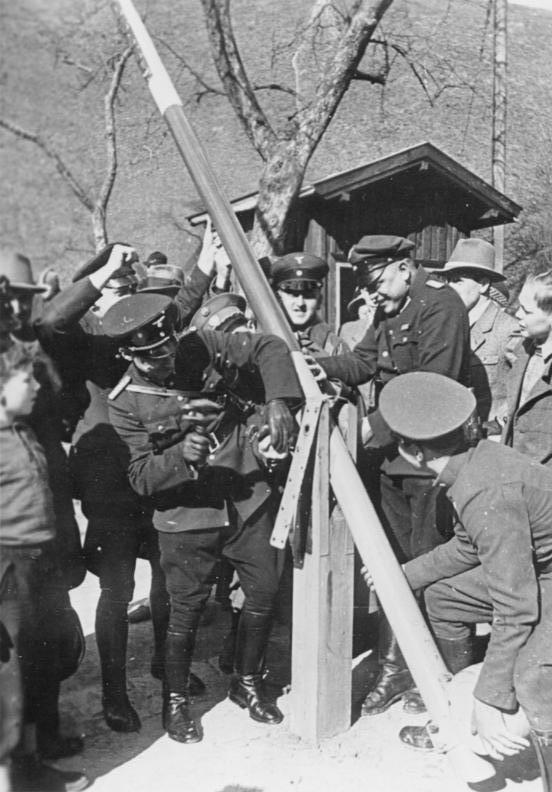
Niemieccy i austriaccy celnicy demontujący słup graniczny, 15 marca 1938

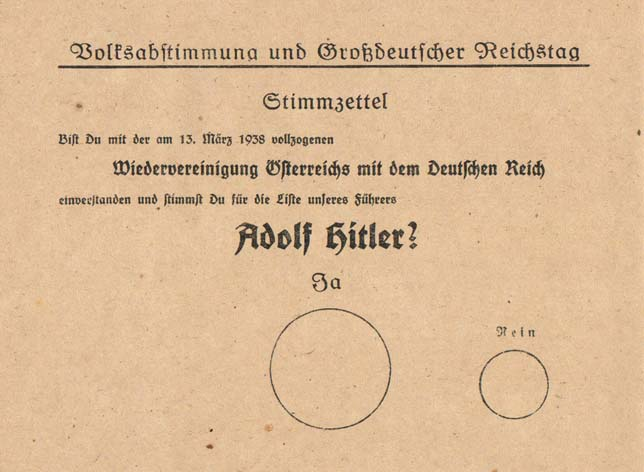
Karta do głosowania w referendum, które odbyło się 10 kwietnia 1938

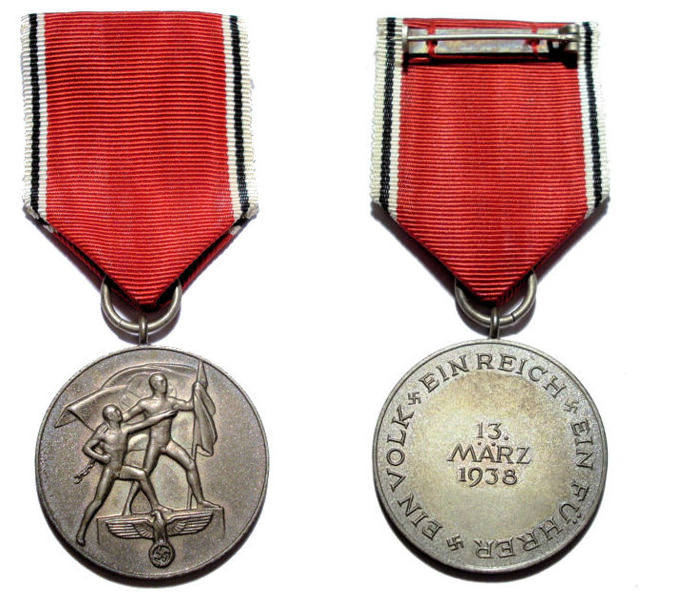
Medal Pamiątkowy 13 marca 1938

Anschluss (także anszlus, z niem. Anschluss, Anschluß – ’przyłączenie’) – aneksja terytorium państwowego Federalnego Państwa Austriackiego przez Rzeszę Niemiecką, dokonana 12 marca 1938 z pogwałceniem traktatu wersalskiego (1919).

## Dążenia do przyłączenia po I wojnie światowej
Do połączenia obu krajów dążyły różne siły polityczne po obu stronach granicy już po I wojnie światowej. Jednak zwycięskie mocarstwa, obawiały się wzmocnienia Republiki Weimarskiej, dlatego zakazały tego w narzuconych obu państwom traktatach pokojowych (traktat wersalski, traktat pokojowy z Austrią). W marcu 1931 próbowano połączyć oba państwa unią celną, co nie udało się wskutek sprzeciwu mocarstw zachodnich i Czechosłowacji.

## Przebieg Anschlussu
Do idei przyłączenia Austrii wrócił Adolf Hitler po objęciu władzy w Niemczech. Do pierwszej, nieudanej próby, doszło w lipcu roku 1934. W 1938 roku przywódca Niemiec wykorzystał sprzyjające okoliczności polityczne wynikające z polityki appeasementu prowadzonej przez Francję i Wielką Brytanię, aby realizować kolejne cele swojej imperialistycznej polityki zagranicznej. W początku 1938 rząd i prezydent Austrii stawili opór przejęciu władzy przez miejscowych nazistów. Kanclerz Kurt Schuschnigg 9 marca 1938 ogłosił przeprowadzenie 13 marca referendum, w którym Austriacy mieliby się wypowiedzieć na temat przyszłości swego kraju.    
W tej sytuacji na polecenie Hitlera 12 marca 1938 Wehrmacht wkroczył do Austrii (plan „Otto”), nie napotykając oporu zbrojnego. Tego też dnia do Wiednia przybył Adolf Hitler, który określił tę aneksję mianem Anschlussu, czyli przyłączenia do III Rzeszy „najstarszej marchii wschodniej narodu niemieckiego”. Urząd kanclerza objął Arthur Seyss-Inquart, któremu następnego dnia prezydent Wilhelm Miklas przekazał także swoje obowiązki. 13 marca niczym nieskrępowani naziści austriaccy ogłosili zatwierdzoną następnie przez Hitlera ustawę, która włączała Austrię do Wielkiej Rzeszy jako Marchię Wschodnią (Ostmark). Niemcy zaangażowali do akcji zajęcia Austrii około 105 tysięcy żołnierzy Wehrmachtu, 35–40 tysięcy SS-manów oraz policjantów i jednostki lotnicze (łącznie 180–200 tysięcy ludzi).
Aby ostatecznie przypieczętować „zjednoczenie” Austrii z Rzeszą, Hitler wyznaczył na 10 kwietnia 1938 plebiscyt. Ludność Niemiec i Austrii odpowiadała w nim na pytania: „Czy zgadzasz się z połączeniem Rzeszy Niemieckiej z Austrią?” i „Czy zgadzasz się z listą przedstawioną przez naszego führera Adolfa Hitlera?”. Według oficjalnego komunikatu ogłoszonego 11 kwietnia 1938 na „tak” oddano w Niemczech 99% głosów, zaś w Austrii – 99,7%. Wielkie Niemcy zostały uznane między innymi przez Wielką Brytanię i Francję.

## Następstwa przyłączenia Austrii

### Geografia i gospodarka
W wyniku Anschlussu Austrii Niemcy uzyskały granice z jej dotychczasowymi sąsiadami: Węgrami, Jugosławią, Włochami i Liechtensteinem. Czechosłowacja znalazła się praktycznie w niemieckich kleszczach, co znacząco pogorszyło jej sytuację strategiczną i ułatwiło aneksję Kraju Sudetów w październiku 1938. Przedłużeniu uległa również granica Niemiec ze Szwajcarią.
W rękach Rzeszy Niemieckiej znalazły się znaczące jakościowo austriackie firmy (na przykład Steyr Puch AG) i uzbrojenie warte około 500 mln reichsmarek. Z żołnierzy armii austriackiej (Österreichisches Bundesheer) stworzono dwie dywizje piechoty (44. i 45.), 4. Dywizję Lekką i dwie dywizje górskie (2. i 3.).

### Reakcja episkopatu austriackiego
18 marca 1938 kardynał Theodor Innitzer wraz z pięcioma innymi biskupami podpisał uroczystą deklarację biskupów austriackich, w której episkopat dobrowolnie i z zadowoleniem zaakceptował Anschluss oraz poparł politykę narodowosocjalistyczną niemieckiego rządu. Innitzer stał się krytykiem nazistów i był przez nich brutalnie zastraszany.
W kolejnych miesiącach Niemcy zerwały konkordat między sobą a Stolicą Apostolską oraz zakazały działalności instytucji kościelnych i gazet katolickich. Po Anschlussie reżim nazistowski zaczął represjonować Kościół katolicki – aresztując duchownych, zamykając szkoły i instytucje.

## Delegalizacja połączenia państw
Deklaracja moskiewska – podpisana 30 października 1943 podczas konferencji moskiewskiej przez cztery sprzymierzone mocarstwa: Związek Radziecki, Stany Zjednoczone, Wielką Brytanię i Republikę Chińską – zawierała punkt mówiący o tym, że przyłączenie Austrii było nielegalne, a Austria zostanie przywrócona jako niepodległe państwo (co ostatecznie nastąpiło w austriackim traktacie państwowym z 15 maja 1955).